# Yakirra websteri
Yakirra websteri är en gräsart som beskrevs av Bryan Kenneth Simon. Yakirra websteri ingår i släktet Yakirra och familjen gräs. Inga underarter finns listade i Catalogue of Life.